# Mirna (Eslovênia)
Mirna é um município da Eslovênia. A sede do município fica na localidade de mesmo nome.
O município foi criado em 26 de fevereiro de 2011, desmembrado do município de Trebnje.

## Localidades
As localidades que compõem o município são: Brezovica pri Mirni, Cirnik, Debenec, Glinek, Gomila, Gorenja vas pri Mirni, Migolica, Migolska Gora, Mirna, Praprotnica, Ravne, Sajenice, Selo pri Mirni, Selska Gora, Stan, Stara Gora, Ševnica, Škrjanče, Trbinc, Volčje Njive, Zabrdje e Zagorica.